# 高迁 (曹魏)
高迁（2世纪—3世纪），东汉末年曹魏将领。

## 生平
東漢建安二十五年正月廿三日（220年3月15日），魏王曹操病逝於洛陽。曹丕嗣位為魏王後，拜曹仁為车骑将军，統率荊、揚等州軍事、遙領益州軍事，進封陳侯，增邑二千，並前總數三千五百戶，後還屯宛城。曹仁奉旨討伐占据襄阳的孫權部将陳邵，與徐晃大敗陳邵，入主襄陽，派將軍高遷等徙漢水之南的未開化之民到漢水之北。
之後，曹丕遂发动伐吴战争。黄初三年（222年），征南大将军夏侯尚率高迁等人進攻江陵，未能攻克，夏侯尚造浮桥攻城，但侍中董昭指出此举危险，文帝明白后下诏令夏侯尚赶紧撤出。吴军两路并进，魏军撤退仓促，高迁和同僚石建仅得自免。